# Paprika
För andra betydelser, se Paprika (olika betydelser).
Paprika är en sortgrupp inom arten spanskpeppar, med det botaniska namnet Capsicum annuum var. grossum. Paprika kan ätas färsk eller beredas på olika sätt, inklusive torkad och mald till paprikapulver.

## Beskrivning
I gruppen finns storväxta varianter i olika färger och med starkare och svagare smak. Paprikan börjar alltid som grön och när den senare mognar skiftar den färg till gul, orange eller röd. Smaken kännetecknas av att genomgående vara betydligt mildare än hos andra frukter från spanskpepparsläktet. Kärnorna, som ofta rensas bort, har starkare smak än frukten i övrigt.
Paprikan kommer från Mexiko, Centralamerika och nordliga Sydamerika. Paprikafrön infördes till Spanien 1493 och spreds till andra europeiska, afrikanska och asiatiska länder. Mexiko är fortfarande en av de ledande paprikaproducenterna i världen.
Paprikan är den enda medlemmen av släktet Capsicum som inte producerar capsaicin, det ämne som orsakar hettan i chilifrukter. Bristen på hetta i paprikans smak beror på en recessiv gen som eliminierar ämnet capsaicin och som upptäcktes i Ungern. Ungern är fortfarande känt för sina paprikaodlingar och sitt paprikapulver.
Övriga sortgrupper inom arten är chilipeppar, prydnadspaprika och körsbärspaprika.

## Etymologi
Enligt hinduisk legend sägs paprika ha uppkallats efter en religiös indisk figur vid namn "Rysh Paprike". I modern tid tros ordet komma från ungerskans paprika i betydelsen peppar (capsicum).

## Sorter
Paprikor kan vara gröna, röda, orangea, gula och mer ovanligt, vita, regnbågsfärgade (mellan olika mognadsstadier) och lila, beroende på när de odlas och den specifika sorten. Gröna paprikor är ofta mindre söta och något bittrare än de röda, gula eller orangea. Mogna paprikors smak kan även variera beroende på växtförhållanden och hur de har förvarats och behandlats efter skörden. De sötaste paprikorna tillåts mogna fullt på plantan i fullt solsken, medan frukter som skördats gröna och som låtits eftermogna i förvaring är mindre söta.
Jämfört med gröna paprikor har röda paprikor mer vitaminer och näringsämnen och innehåller antioxidanten lykopen. Mängden karoten, en annan antioxidant, är nio gånger högre i röda paprikor. Röda paprikor har även den dubbla mängden vitamin C gentemot gröna paprikor.

## Bildgalleri

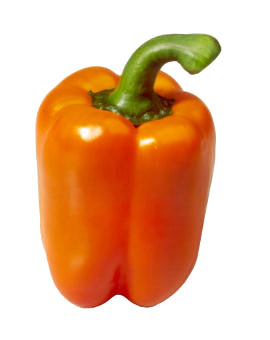
Orange paprika
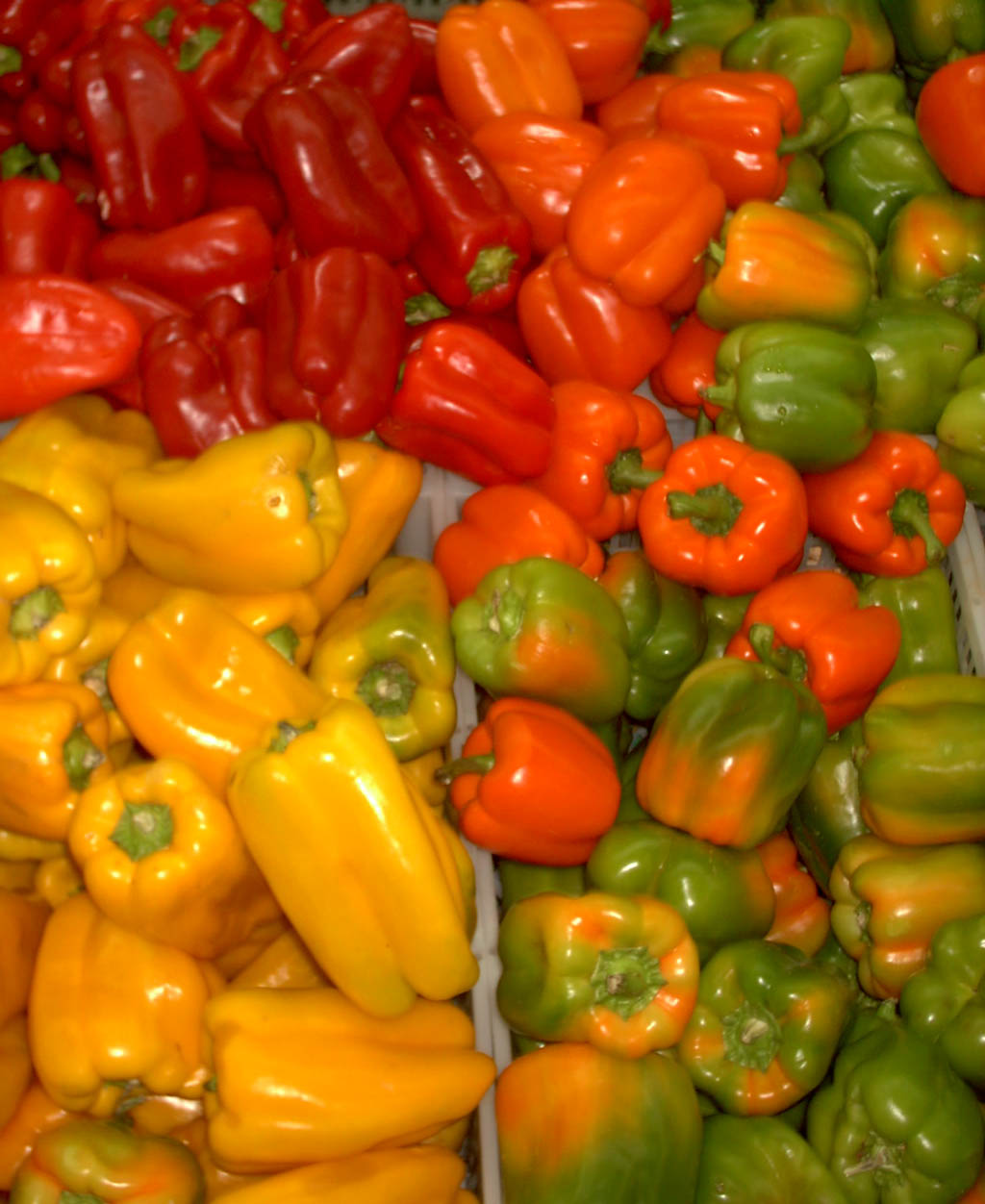
Paprikor i olika färg
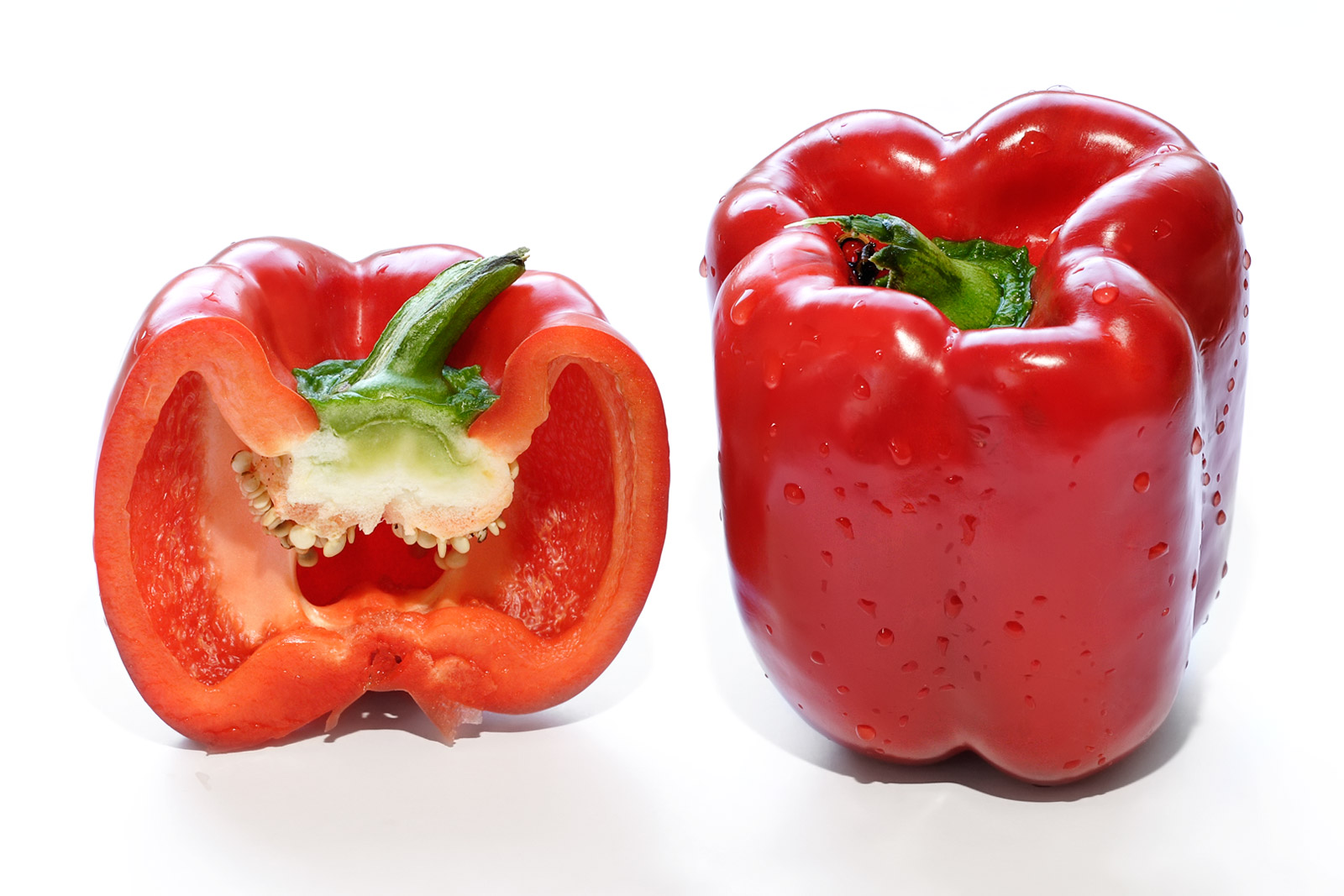
En hel och halv röd paprika
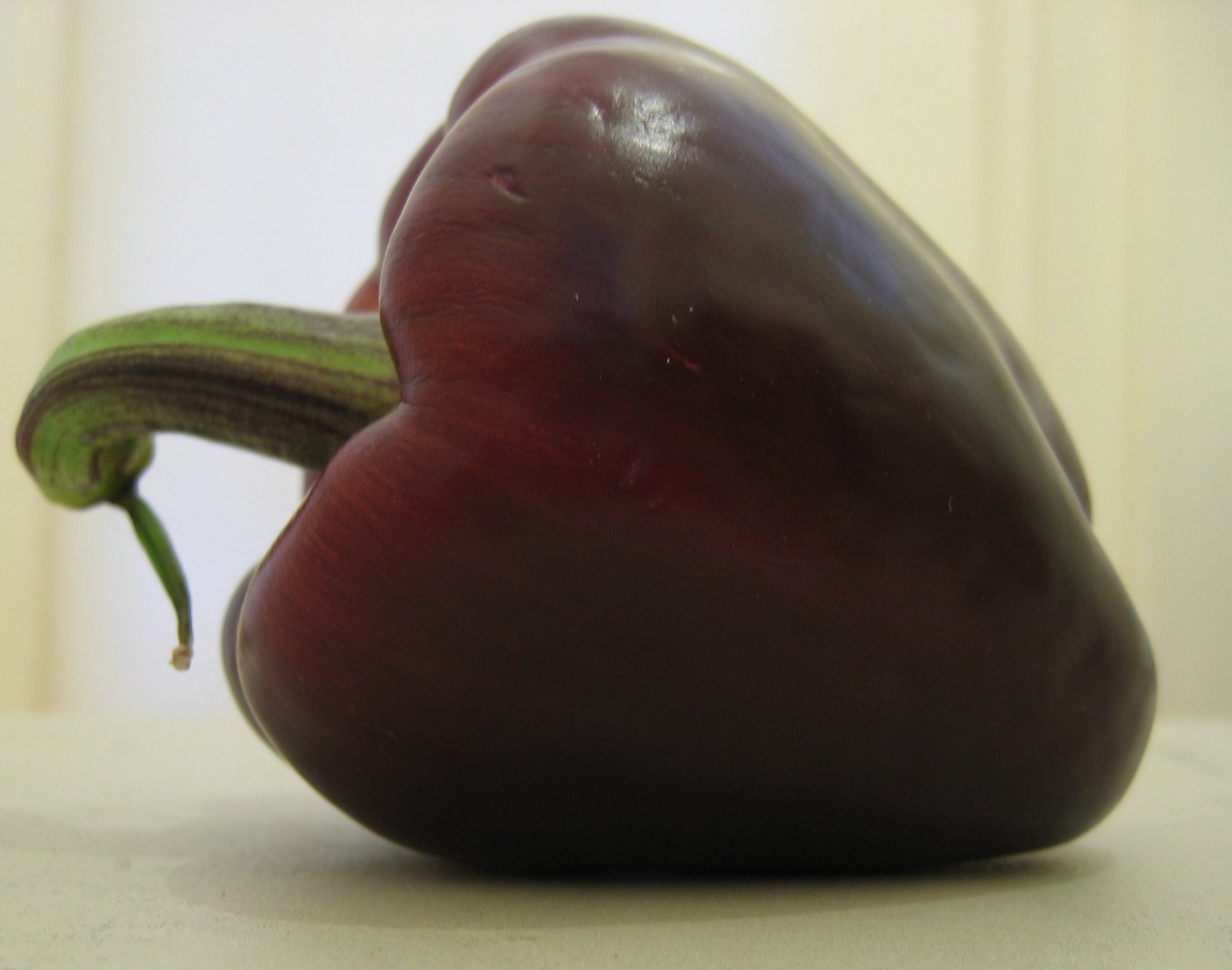
En lila paprika
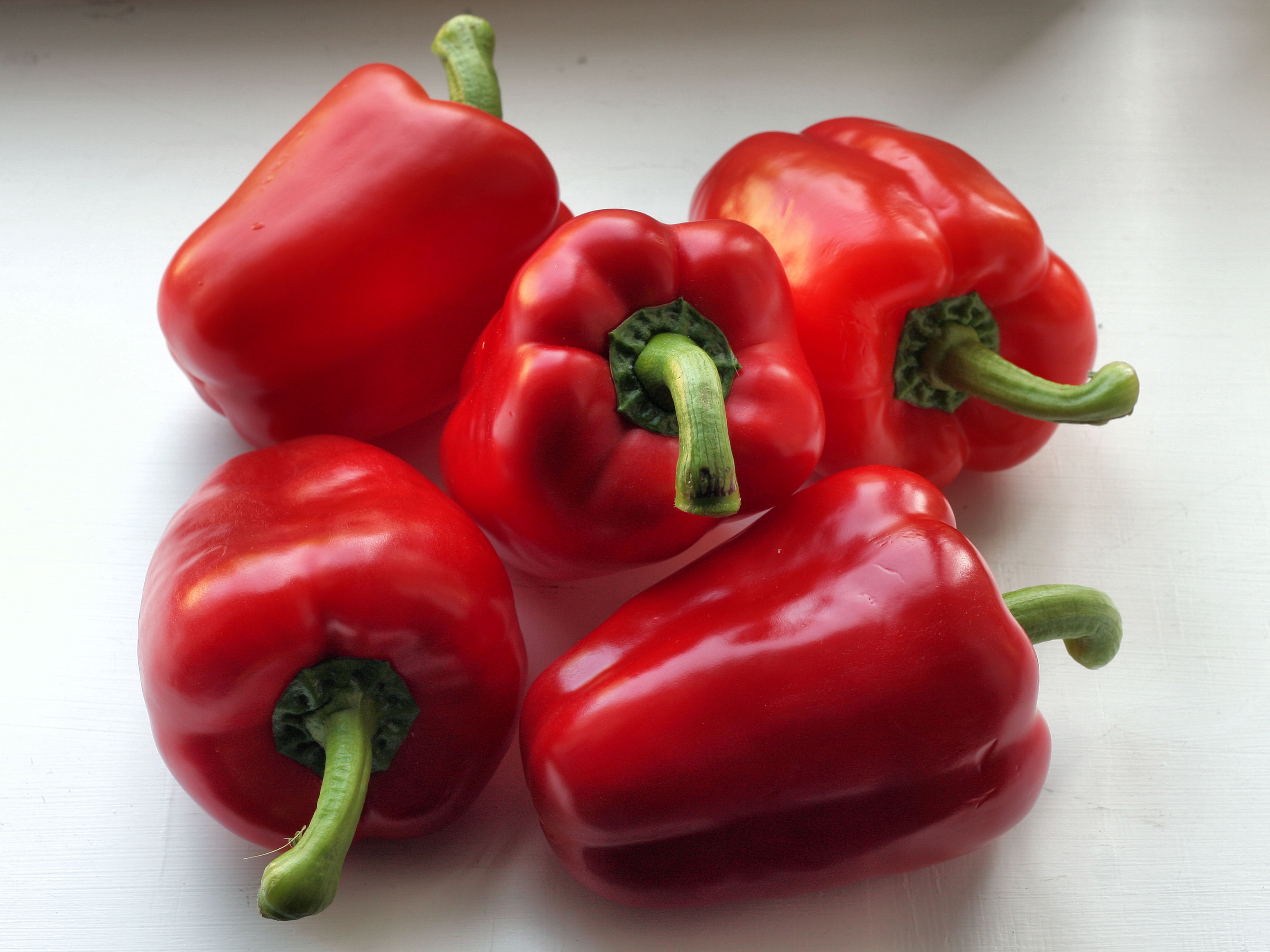
Röda paprikor
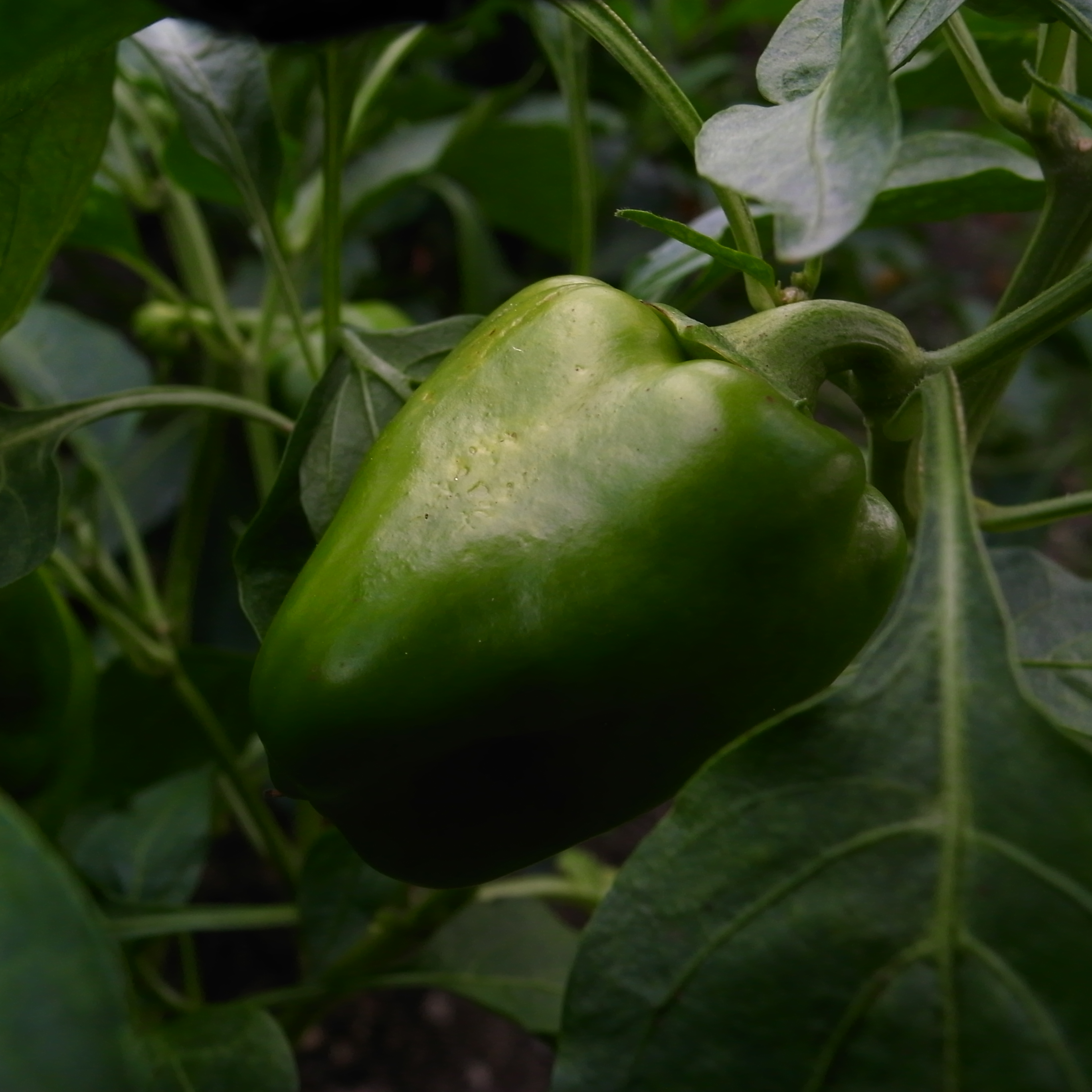
Japansk grön paprika
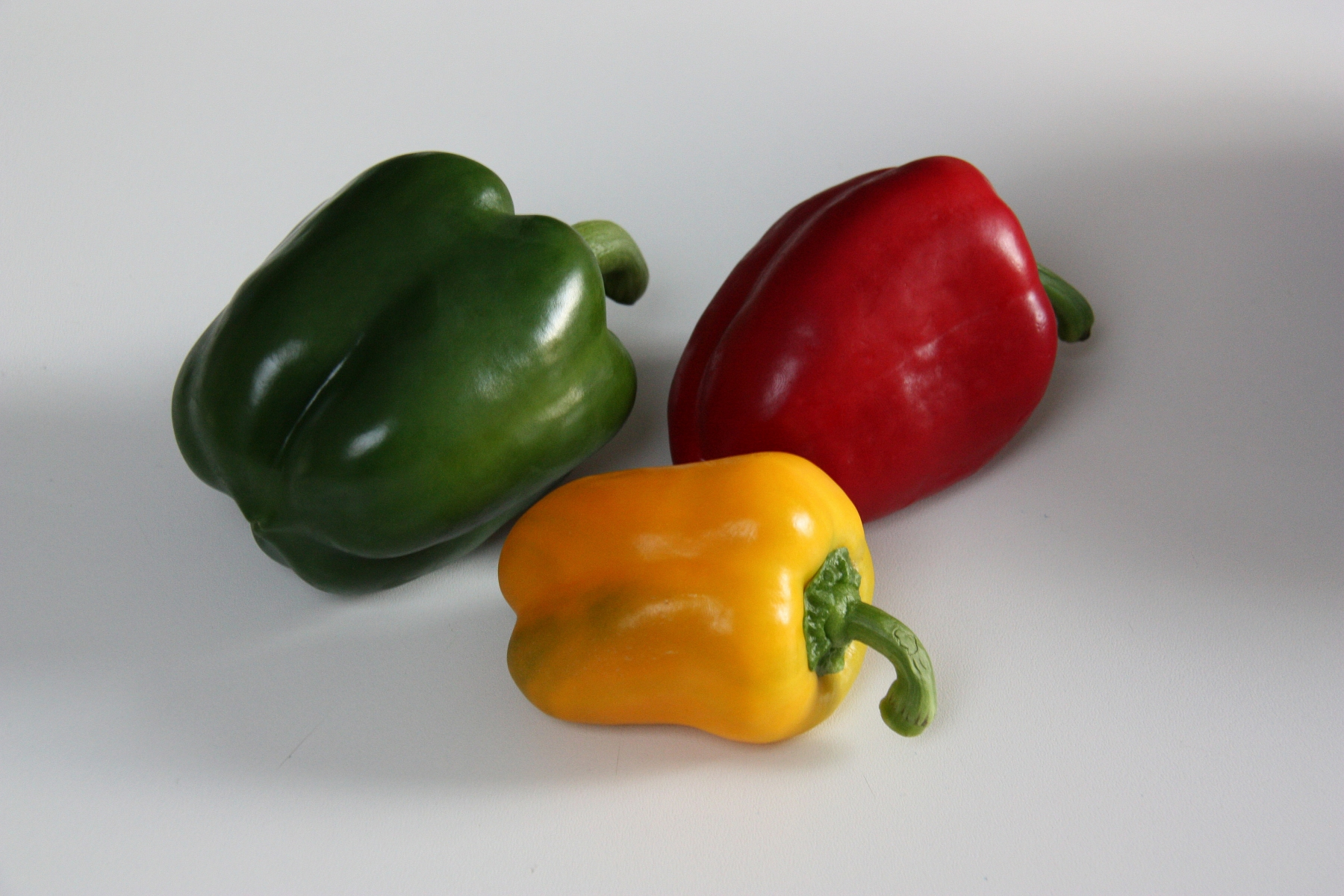
Gröna, gula och röda paprikor
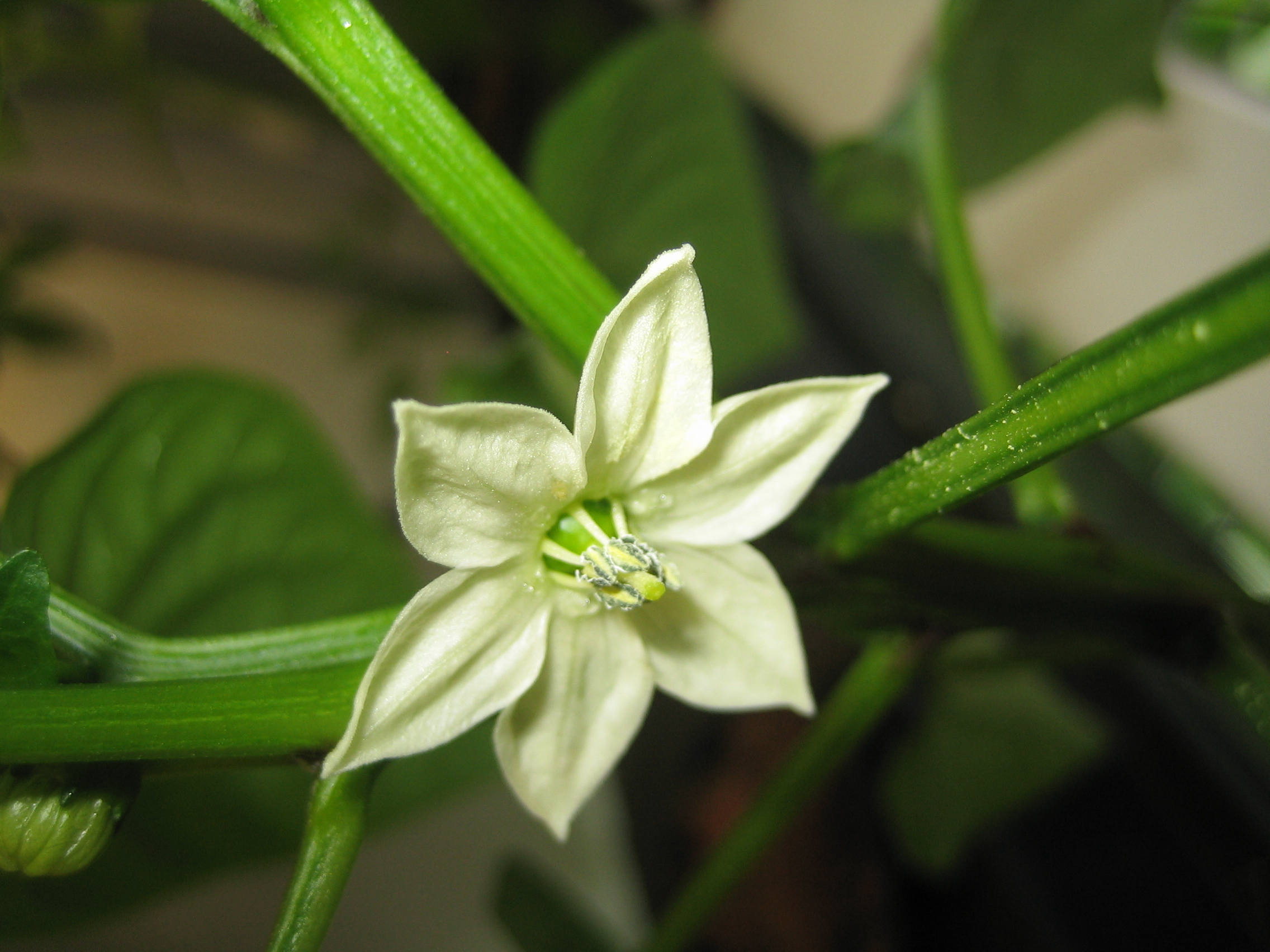
Quadrato d'Asti Giallos paprikablomma